# بخش خنرال اوبلیگادو
بخش خنرال اوبلیگادو (به اسپانیایی: Departamento General Obligado) یک منطقهٔ مسکونی در آرژانتین است که در استان سانتافه واقع شده‌است. بخش عمومی اوبلیگادو ۱۰٬۹۲۸ کیلومتر مربع مساحت و ۱۶۶٬۴۳۶ نفر جمعیت دارد.